# Adhemarius tigrina
Adhemarius tigrina är en fjärilsart som beskrevs av Felder 1874. Adhemarius tigrina ingår i släktet Adhemarius och familjen svärmare. Inga underarter finns listade i Catalogue of Life.